# Линарес Алькантара, Франсиско
Франсиско де Паула Линарес Алькантара (исп. Francisco Linares Alcántara; 23 апреля 1825, Турмеро (Великая Колумбия) (в настоящее время штат Арагуа, Венесуэла — 30 ноября 1878, Ла-Гуайра) — политический и военный деятель, член Либеральной партии, президент Венесуэлы (с 27 февраля 1877 по 30 ноября 1878 годах).
Был кадровым военным, учился в Вест-Пойнте в Соединённых Штатах.